# Aeropuerto Internacional Nueva Hespérides
El Aeropuerto Internacional de Salto "Nueva Hespérides" (IATA: STY, OACI: SUSO) es un aeropuerto público que sirve a la ciudad de Salto, en Uruguay, situado en la localidad de Nueva Hespérides, a 7 km al sudoeste de Salto. En 1991 fue declarado Aeropuerto Internacional.
Actualmente opera vuelos domésticos e internacionales no regulares, tanto bajo reglas de vuelo instrumental como bajo reglas de vuelo visual, y su categoría OACI es 3D, lo que permite aterrizar desde pequeños aviones hasta Airbus A321 o Boeing 737.

## Actualidad
El Aeropuerto fue operado por el Ministerio de Defensa Nacional hasta julio de 2022, cuando se efectuó el traspaso oficial de su concesión a Aeropuertos Uruguay, subsidiaria de la operadora internacional Corporación América Airports. Desde el año 2020, la terminal forma parte del Sistema Nacional de Aeropuertos Internacionales (SNAI), creado por el Poder Ejecutivo en dicho año.En el mes de febrero del año 2024, fue inaugurada la nueva terminal, en presencia del Presidente de la República, Luis Lacalle Pou, así como de otras autoridades gubernamentales y directivos de la concesionaria operadora, Corporacion América.

## Pistas
El aeródromo cuenta con dos pistas de aterrizaje. La pista 05/23 es de concreto asfáltico y tiene una longitud de 1588 metros de largo y 45 de ancho. La pista 13/31 es de césped y tiene una longitud de 750 metros de largo y 50 de ancho.Todas las instalaciones fueron renovadas completamente en la reforma realizada en el año 2024, incorporándose iluminación de última tecnología led, así como instrumental aeronáutico adecuado a la tecnología actual.
A partir del año 2000 se habían restablecido vuelos comerciales en la ruta Montevideo-Salto, y se había estudiado la posibilidad de transformarlo en aeropuerto de escala Asunción-Montevideo.
Desde mayo de 2010 y hasta diciembre de 2013 la línea aérea uruguaya BQB Líneas Aéreas operó vuelos conectando esta terminal con el Aeropuerto Internacional de Carrasco. La ruta fue abandonada debido a la baja demanda. Desde entonces el aeropuerto no opera vuelos programados. Posterior a su reforma, diversas aerolíneas demostraron interés en retornar las operaciones comerciales, y la conexión aérea con la capital nacional.

## Aerolíneas y destinos

### Pasajeros
| Destinos por aerolínea                   | Destinos por aerolínea         | Destinos por aerolínea |
| Aerolínea                                | Ciudades                       | Alianza                |
| ---------------------------------------- | ------------------------------ | ---------------------- |
| Paranair                                 | Asunción (vía MVD), Montevideo | N/A                    |
| Total: 2 destinos, 2 países, 1 aerolínea |                                |                        |

### Destinos nacionales
| Ciudades por países | Aeropuerto                           | Aerolíneas | Aeronaves | Frecuencias |
| ------------------- | ------------------------------------ | ---------- | --------- | ----------- |
| Montevideo          | Aeropuerto Internacional de Carrasco | Paranair   | CRJ 200   | 2           |

### Destinos internacionales
| Ciudades por países | Aeropuerto                                           | Aerolíneas | Aeronaves | Frecuencias |
| ------------------- | ---------------------------------------------------- | ---------- | --------- | ----------- |
| Asunción            | Aeropuerto Internacional Silvio Pettirossi (vía MVD) | Paranair   | CRJ-200   | 2           |

### Destinos nacionales cesados
- PLUNA
  - Artigas, Uruguay / Aeropuerto Internacional de Artigas
  - Bella Unión, Uruguay / Aeródromo Bella Unión
  - Mercedes, Uruguay / Aeropuerto Departamental Ricardo Detomasi
  - Montevideo, Uruguay / Aeropuerto Internacional de Carrasco
  - Montevideo, Uruguay / Aeropuerto Internacional Ángel S. Adami
  - Paysandú, Uruguay / Aeropuerto Internacional Tydeo Larre Borges

- Transporte Aéreo Militar Uruguayo (TAMU)
  - Artigas, Uruguay / Aeropuerto Internacional de Artigas
  - Bella Unión, Uruguay / Aeródromo Bella Unión
  - Montevideo, Uruguay / Aeropuerto Internacional de Carrasco
  - Paysandú, Uruguay / Aeropuerto Internacional Tydeo Larre Borges
  - Rivera, Uruguay / Aeropuerto Internacional Presidente General Óscar D. Gestido

- Air Class
  - Montevideo, Uruguay / Aeropuerto Internacional de Carrasco

- BQB Líneas Aéreas
  - Montevideo, Uruguay / Aeropuerto Internacional de Carrasco

### Destinos internacionales cesados
- BQB Líneas Aéreas
  - Buenos Aires, Argentina / Aeroparque Jorge Newbery
  - Puerto Iguazú, Argentina / Aeropuerto Internacional de Puerto Iguazú
  - Asunción, Paraguay / Aeropuerto Internacional Silvio Pettirossi

## Estadísticas
En 2020 Salto fue el segundo aeropuerto uruguayo con mayor tránsito de vuelos de taxis aéreos (cuarto en total de vuelos), y el segundo con mayor tránsito de vuelos nacionales. Se realizaron 941 vuelos nacionales y 13 vuelos internacionales de taxis aéreos, y transitaron un total de 602 pasajeros nacionales y 35 pasajeros internacionales.

## Acceso
El aeropuerto se encuentra sobre la calle Giovanni Baldassini, próximo a su extremo noreste, en la localidad de Nueva Hespérides. Se accede a la ciudad de Salto por la avenida Benito Solari al norte. La ciudad cuenta con servicio de taxis y remises.

## Accidentes e incidentes
- 20 de junio de 1977: un Embraer EMB-110C Bandeirante de TAMU, matrícula CX-BJE/T-584, volando desde Montevideo, se estrelló después de chocar contra árboles en un naranjal mientras se aproximaba a Salto. Los 2 tripulantes y 3 de los 13 pasajeros fallecieron.[16]

## Galería

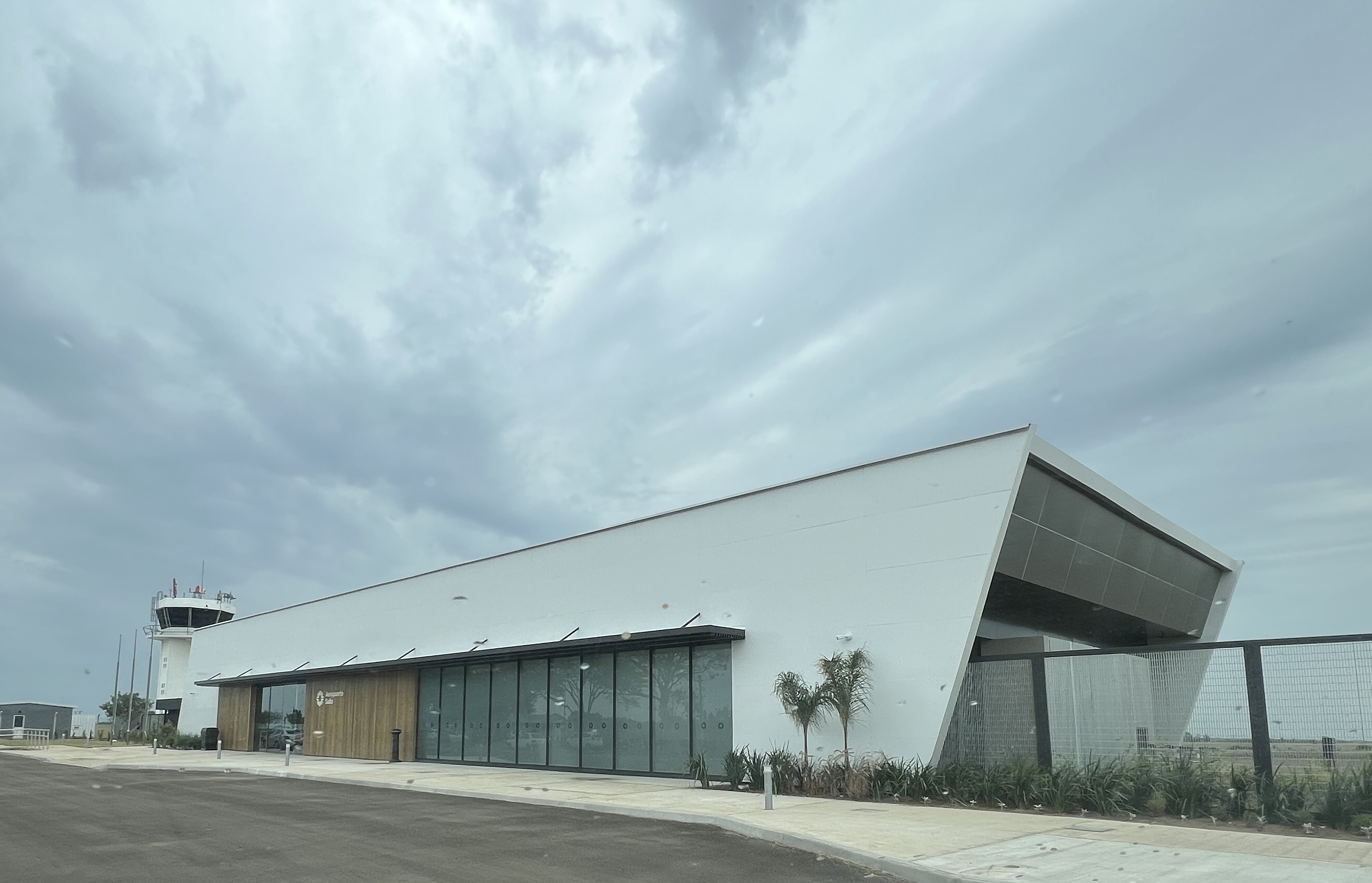
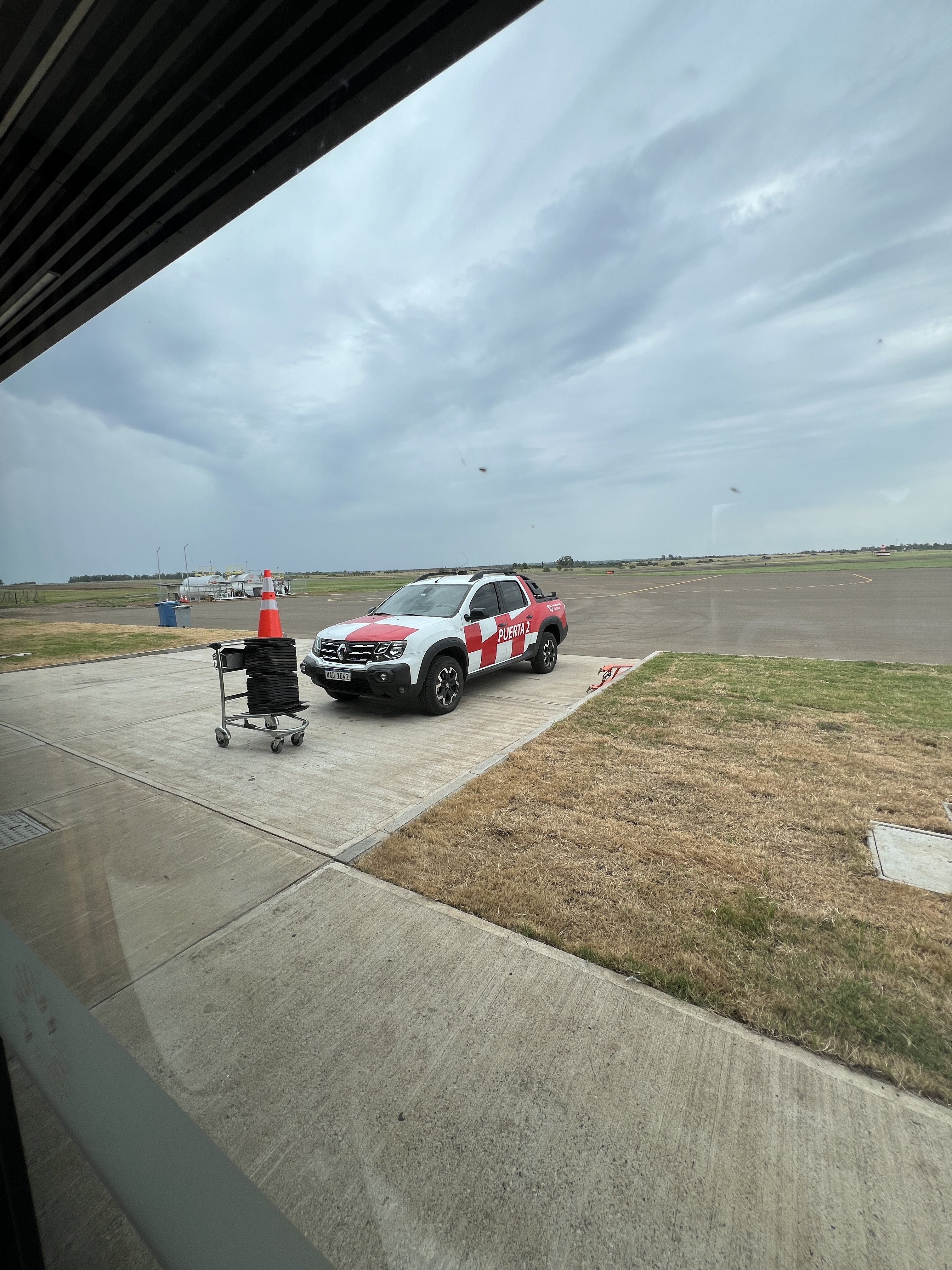
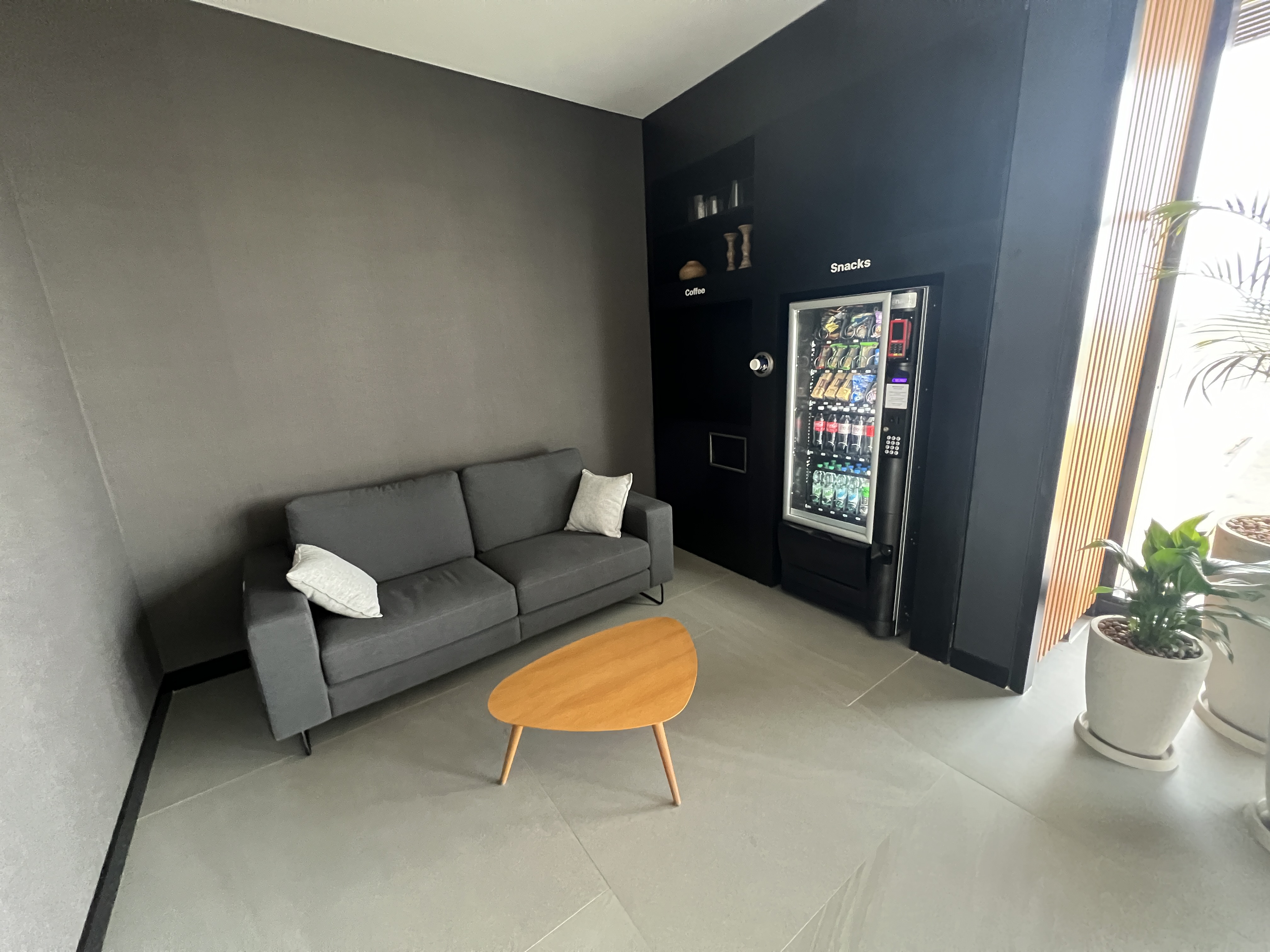
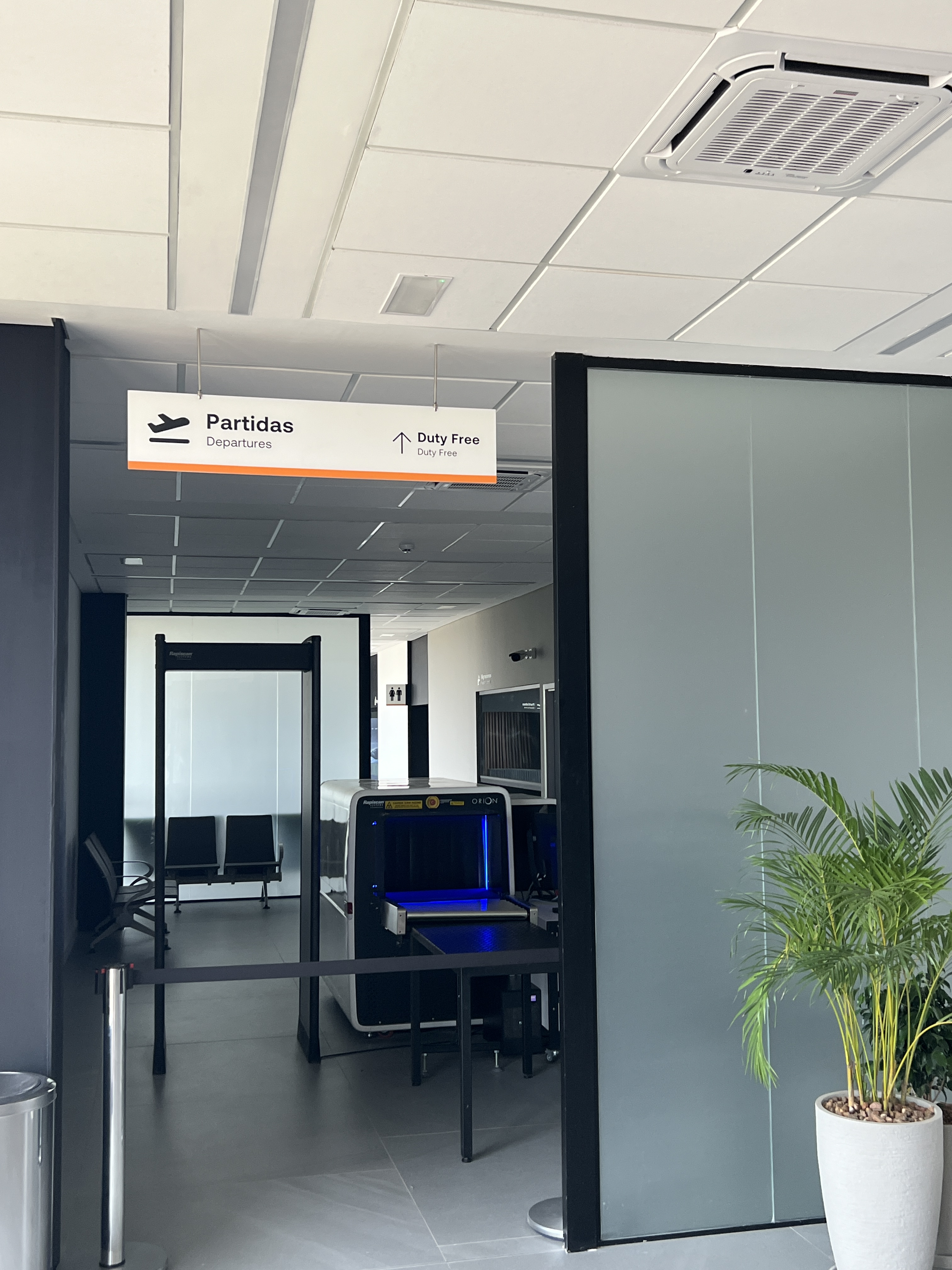
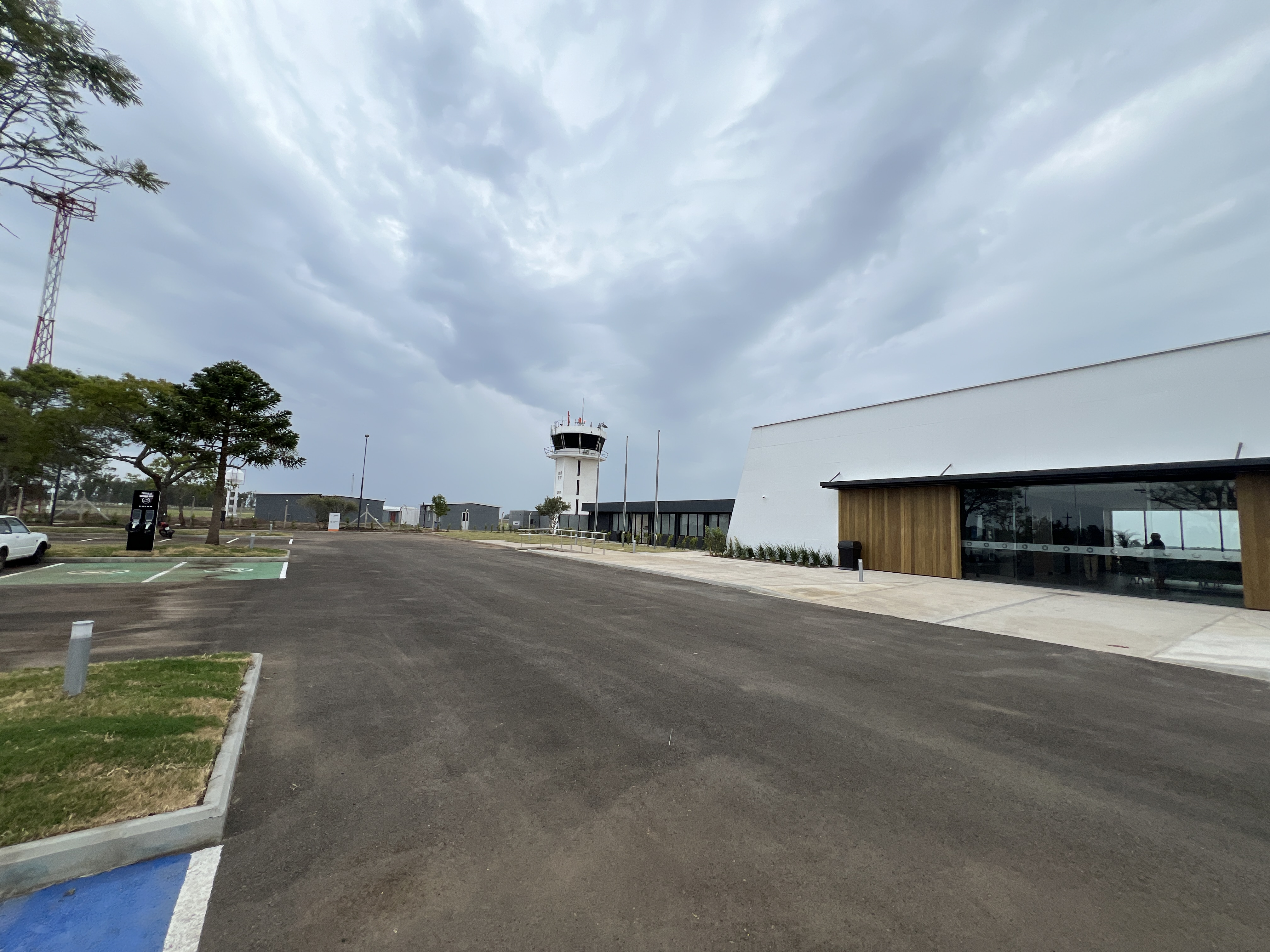
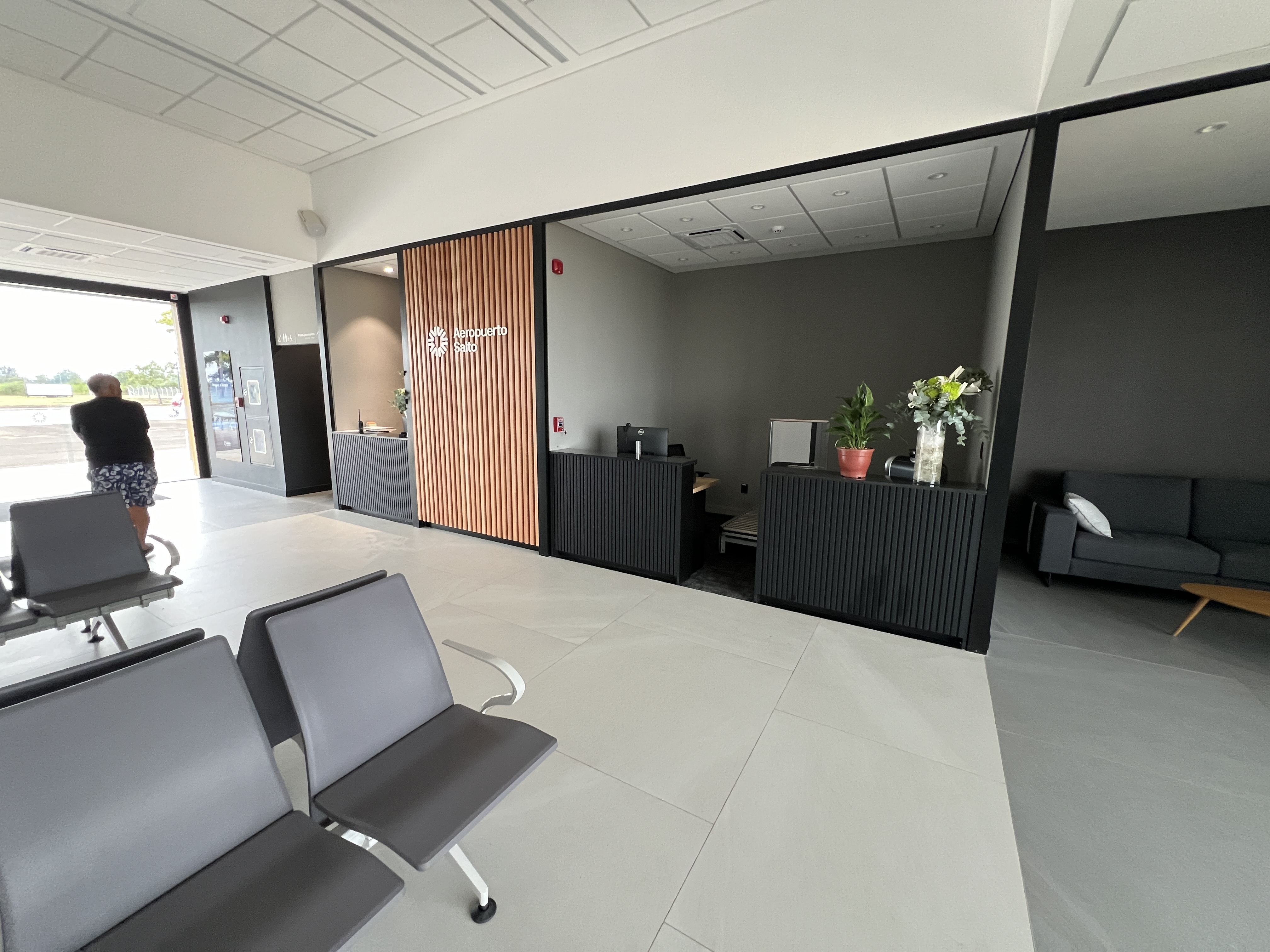
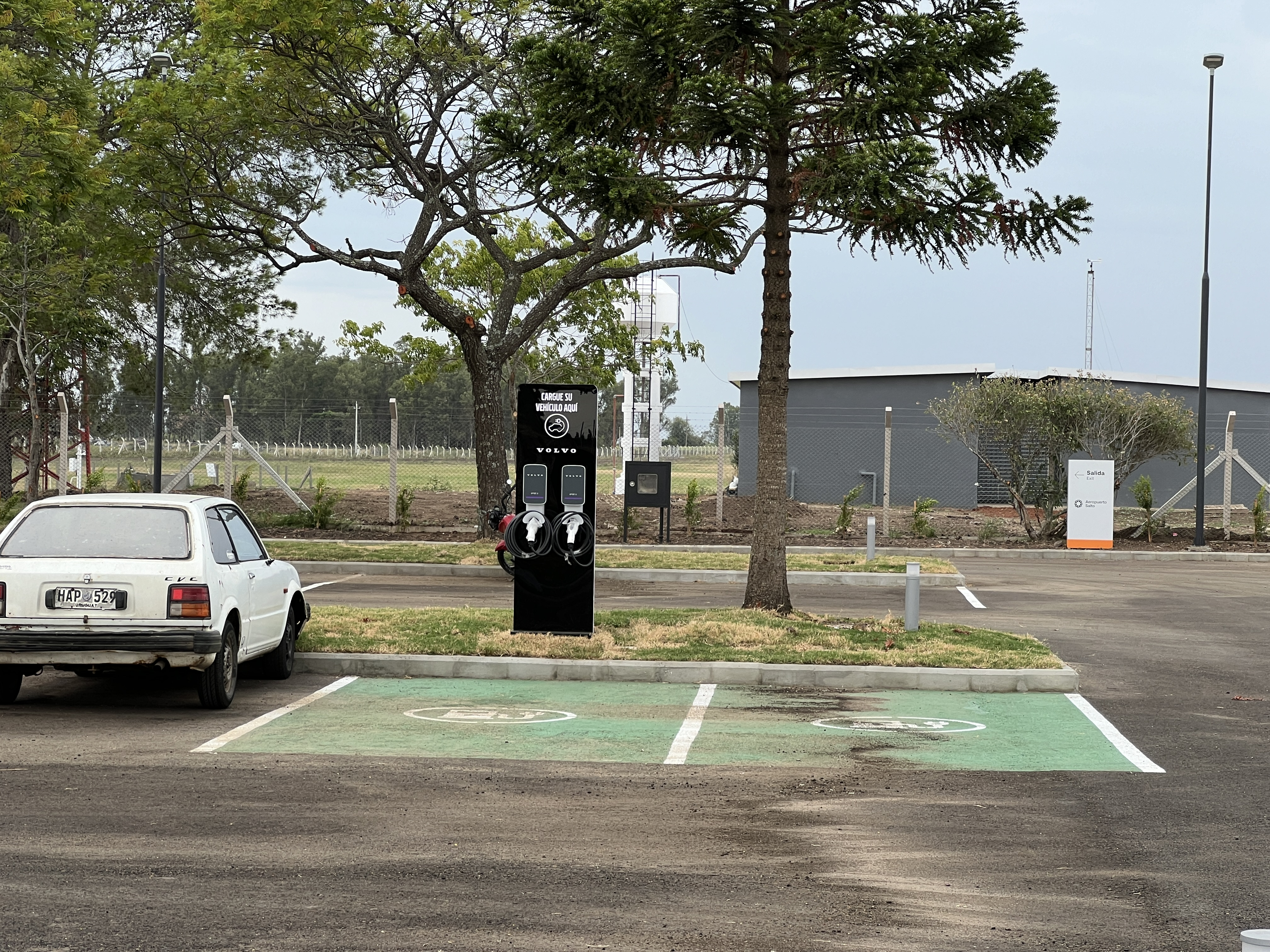
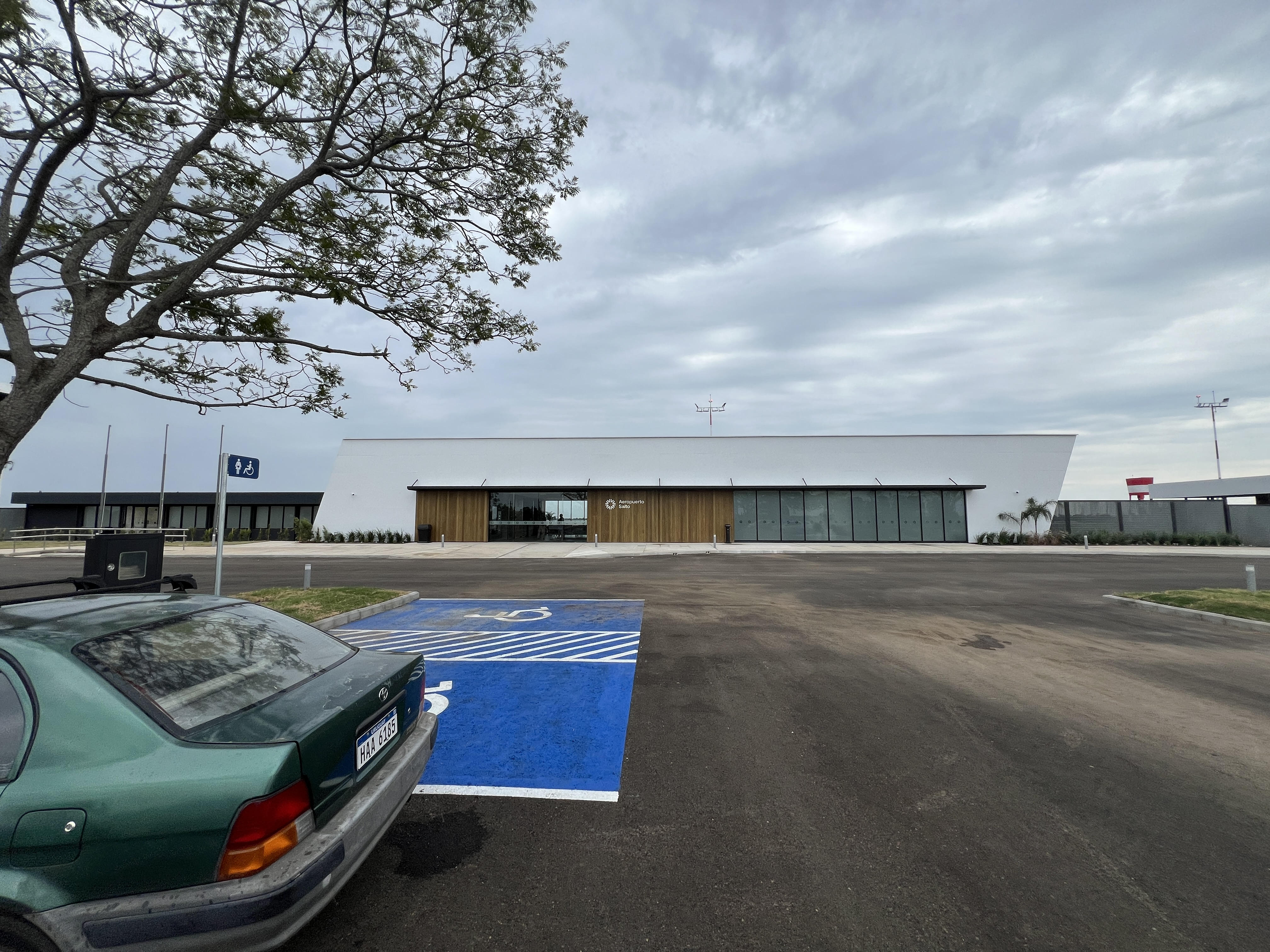